# Bakcsi György
Bakcsi György (Budapest, 1933. április 6. – 2019. október 11.) magyar irodalomtörténész, nemzetközi sakkfeladványszerző nagymester, 30-szoros magyar bajnok és örökös bajnok.

## Családja
Felesége Nemes Mária Rózsa (1939–2013), gyermekei György (1958 - 2020) és Vera (1964). Négy unokája van: Gyöngyi (1988), Annamária (1990), Regina (1990) és Andrea (1992). Dédunokái: Ákos (2011), Anna (2013), Aida (2014), Örs (2021), Hanna (2021)  

## Életútja
Édesapja Bartók Imre sokszorosító kisiparos volt, aki 1943-ban munkaszolgálatosként elpusztult. Édesanyja egy ideig folytatta apja mesterségét, majd 1945-ben férjhez ment Bakcsi Béla írógépműszerészhez. Ebből a házasságból két kislány (Erzsébet és Ildikó) született, majd György is felvette mostohaapja nevét. A Kölcsey Ferenc Gimnáziumban érettségizett 1951-ben, majd egyéves előkészítő után a Szovjetunióban a Herzen Pedagógiai Főiskolán folytatta tanulmányait Leningrádban. Hazatérése után egy ideig nem tudott a szakmájában elhelyezkedni, több rövidebb munkavégzés után került a Kiadói Főigazgatóságra főelőadóként 1959-ben, innen pedig 1964. január 1-től felelős szerkesztőként a Gondolat Könyvkiadóba, ahol 1993-ban bekövetkezett nyugdíjazásáig dolgozott. Kétszer nősült, 1961-től párja és segítőtársa Nemes Mária. A két házasságból két gyerek (György, Vera) és négy leányunoka (Gyöngyi, Annamária, Regina és Andrea) származott. Dédunokája Ákos.
Első irodalomtörténeti munkája, amely Goncsarovról szólt, 1962-ben jelent meg, ezt a többi között Dosztojevszkijről és Gogolról szóló monográfiák követték, de szívesen foglalkozott a 20. századi orosz irodalommal is. A Tankönyvkiadónál megjelent kötetei orosz és kortárs írók alkotásait elemezték. A könyvekkel párhuzamosan számos tanulmánya, cikke, elő- és utószava, jegyzete jelent meg magyar és szovjet folyóiratokban (a többi között Dosztojevszkij és Csehov műveinek sorozatában. „Elkövetett” néhány szórakoztató könyvet, krimit is.
Munkáját több kitüntetéssel jutalmazták, irodalomtörténeti monográfiáiért hétszer kapott nívódíjat, az Áprily Lajos-díjat 1989-ben kapta meg.
Kiskorától kezdve érdekelte a sakk, amelyre még édesapja tanította meg. Évtizedekig játszott különböző versenyeken és csapatokban, de hamar felismerte, hogy igazi hivatása a sakkművészet (sakkszerzés). Első feladványa 1948-ban jelent meg a Március Tizenötödike nevű lapban, ezt azután mintegy háromezer mű publikálása követte a legkülönbözőbb országokban, lapokban és sakkrovatokban (a feladványok egy részét Zoltán László nagymesterrel alkotta). Versenyhelyezéseinek száma több mint 1000 (ezen belül 600 díj, 250 I. díj.) 1980-ban kapta meg a nemzetközi sakkfeladványszerző nagymesteri címet. 2002-ben a Sakkszövetség Maróczy-díjjal tüntette ki. 2007-ben jelölték „A nemzet sportolója” címre.
Közel 20 évig a Vízügyi Körben foglalkozott a fiatal sakkfeladványszerzőkkel. Hetente egyszer találkoztak Bakcsi György vezetésével. Közülük számos sakkfeladványszerző került ki.

## Főbb művei